# رینر لودویگ کلایزن
رینر لودویگ کلایزن (آلمانی: Rainer Ludwig Claisen؛ ۱۴ ژانویهٔ ۱۸۵۱ – ۵ ژانویهٔ ۱۹۳۰) یک شیمیدان اهل آلمان بود. شهرت وی به سبب فعالیت‌هایش روی واکنش‌های تراکمی گروه‌های کربونیل و نوآرایی‌های سیگماتروپی است. تراکم کلایزن-اشمیت (Claisen–Schmidt condensation) (نوعی تراکم آلدولی)، تراکم کلایزن و بازآرایی کلایزن از جمله کشفیات اوست.